# مایکل تورپ
مایکل تورپ (به انگلیسی: Michael Thorpe ؛ زاده ۱۲ مارس ۱۹۴۴ در انگلستان) فیزیکدان انگلیسی-آمریکایی و استاد بازنشسته‌ی فیزیک در دانشگاه ایالتی آریزونا است. او دکترای خود را در سال ۱۹۶۸، در زمینه فیزیک ماده چگال زیر نظر راجر جیمز الیوت از دانشگاه آکسفورد دریافت کرد. پژوهش‌های اولیه او درباره شیشه‌های شبکه‌ای بود اما در سال‌های اخیر به پژوهش روی دینامیک پروتئین‌ها نیز پرداخته است.
در سال ۲۰۰۳، تورپ از دانشگاه ایالتی میشیگان به دانشگاه ایالتی آریزونا پیوست. موضوع پژوهشی وی، نظریه سامانه‌های نامنظم با تاکید بر ویژگی‌هایی است که تحت تاثیر هندسه یا توپولوژی هستند. در سال‌های اخیر، او نظریه‌ای ریاضی را برای توصیف انعطاف و حرکت ذرات در شیشه‌ها و پروتئین‌ها ارایه داده است.

## تولد و تحصیل
تورپ در سال ۱۲ مارس ۱۹۴۴ (۲۱ اسفند ۱۳۲۲) به دنیا آمد. در سال ۱۹۶۲ به دانشگاه منچستر رفت و در سال ۱۹۶۵ مدرک کارشناسی خود را با بالاترین نمرات کسب کرد. بعد از پژوهش روی فیزیک ماده چگال نظری، دکترای را در سال ۱۹۶۸ از دانشگاه آکسفورد کسب نمود (۱۹۶۵-۱۹۶۸). بین سال‌های ۱۹۶۸ تا ۱۹۷۰ به پژوهش در آزمایشگاه ملی بروکهیون پرداخت.
او در سال ۱۹۷۰ به عنوان استادیار به دانشکده مهندسی و علوم کاربردی دانشگاه ییل پیوست و سپس در سال‌های ۱۹۷۴ تا ۱۹۷۶ به عنوان دانشیار به کار خود ادامه داد. او دانشیار (۱۹۷۶-۱۹۸۰)، استاد (۱۹۸۰-۱۹۹۶) و استاد ممتاز (۱۹۹۷-۲۰۰۳) فیزیک در دانشکده فیزیک و نجوم دانشگاه ایالتی میشیگان بود.
در سال ۲۰۰۳، تورپ به عنوان استاد برجسته به دانشگاه ایالتی آریزونا پیوست و سپس موسس و مدیر مرکز تحقیقات زیستی گردید.

## زندگی شخصی
مایکل تورپ در سال ۱۹۶۷ ازدواج کرده است و دارای دو فرزند دختر می‌باشد.